# Belcastro
Belcastro (Bercashru in calabrese, Geniòkastron in greco bizantino, Geniçkastron in arbëreshë) è un comune italiano di 1 214 abitanti della provincia di Catanzaro in Calabria. Si adagia a circa 500 metri di altitudine alle pendici sudorientali della Sila Piccola, lungo la valle del torrente Nasari, affluente del fiume Crocchio.

## Storia
Di origine neolitica (5000 a.C.), poi enotrica e magnogreca (Kone?, 1100 a.C.), quindi romana (Paleocastrum, 300 d.C.) e bizantina (Geniocastrum, 900 d.C.) fino all'odierna Belcastro (Bellicastrum, 1300), si espande dalle falde sud-orientali della Sila Piccola fino alla costa del Medioionio, giusto a metà strada tra Crotone e Catanzaro al di qua del Fiume Tacina, dove il suo territorio, tra i più vasti della provincia, s'affaccia sul mare per un lembo di terra lungo appena tre chilometri (Belcastro Marina) che, ancora quasi incontaminato, separa Cutro da Botricello e comprendente le frazioni di Fieri, Condoleo e Magliacane. Altra Frazione trovasi a nord-ovest nel cuneo presilano, tra Cerva e Petronà, denominata Acquavona, antica e salubre area di villeggiatura.
La posizione del sito permette di vagare tra mare e montagna in pochi minuti. A mezz'ora di auto si possono raggiungere località balneari rinomate, come Capo Rizzuto e Le Castella, nel Crotonese, nonché Catanzaro Lido, Copanello, Soverato e il Parco Archeologico di Scolacium, dalla parte opposta. Parimenti, nello stesso arco di tempo, si raggiungono in auto Buturo, Tirivolo e il monte Gariglione in Sila.
L'abitato di Belcastro sorge su uno sperone roccioso, alla cui sommità si staglia il castello medievale, in stile normanno, dei conti d'Aquino (restaurato tra il 2006 e il 2012), che secondo alcuni storici locali sarebbe il luogo di nascita di san Tommaso d'Aquino (1226). La struttura edilizia della cittadina è quella tipica del borgo medievale, dove si alternano ai caratteristici vicoli della parte vecchia del paese, zone di nuova costruzione nella parte bassa. Particolarmente numerose le chiese di varie epoche, tra cui l'ex Cattedrale di S. Michele Arcangelo (Duomo, XI secolo), seconda per antichità soltanto a quella di Gerace. Ma assai interessanti sono anche la Chiesa di S. Maria della Pietà e i monumentali ruderi della Chiesa della SS. Annunziata, ambedue restaurate dal 2004 al 2010 e restituite al culto e al turismo. Sul fianco sinistro del paese si distende ubertosa e ricca di uliveti la valle del Nàsari, affluente del Crocchio.
Dopo essere stato a lungo feudo dei d'Aquino (Geneocastren) nei primi secoli del secondo millennio, Roberto d'Angiò nel 1300 le cambiò il nome in Bellocastrum (Bellicastren) per l'assoluta amenità del luogo, godendo successivamente del titolo di città per privilegio concesso da Alfonso V d'Aragona e poi dal figlio Ferrante I (XV secolo). Nel 1487, fú eretta la Contea di Belcastro con Cropani e Zagarise, e fú investita al Condottiero Generale Gian Giacomo Trivulzio di Milano, già Marchese di Vigevano (Pavia), e, nel 1495, creato Duca di Melfi e di Venosa. Nel 1500 Federico d'Aragona la dava a Costanza d'Avalos d'Aquino, duchessa di Francavilla, ed in tale periodo conobbe grande fulgore, contando 7000 fuochi circa. Nel 1575 veniva infeudata dai duchi Sersale, quindi dai Caracciolo di Forino ed in ultimo, dall'8 aprile 1715, dai baroni Poerio, che ebbero la baronia fino al 1806 (quando si estinse la feudalità), salvo una breve parentesi (1803-1809) durante la quale la baronia fu data in affitto ad Antonio Cirillo di Taverna.
Data l'importanza del luogo, nel 1806 fu elevata dai Francesi a Distretto della Calabria Ulteriore, comprendente i luoghi di Andali, Arietta, Cerva, Crichi, Cropani, Cuturella, Marcedusa, Sersale, Sellia, Simbario, Soveria e Zagarise. Il Risorgimento vide impegnati oltre che al gran Giureconsulto Giuseppe Poerio anche i belcastresi Andrea Rivoli, Tommaso Trivolo, Giuseppe Gualtieri e Michele Galati de' Diano, che nel 1861 divenne primo Sindaco di Belcastro sotto il nascente Regno d'Italia (1860-1861).
Nel 1926 moriva a soli 56 anni il farmacista  Luigi Ciacci, nominato primo podestà da appena un mese, dopo essere stato sindaco del paese per tutto il primo quarto del secolo, suscitando enorme commozione nella popolazione, che per la sua umanità più che per i meriti gli attribuì il nome di "Papà Belcastro".
Il nipote, comm. Vittorio Ciacci, divenne nell'aprile 1947 primo sindaco dell'attuale era repubblicana e a distanza di un anno circa dal Referendum, il cui risultato però fu a Belcastro nettamente a favore della Monarchia (817 v.) sulla Repubblica (113).
Belcastro fu anche sede vescovile dal IX secolo fino al 1818.

## Monumenti e luoghi d'interesse

### Architetture religiose

#### Chiesa dell'Annunziata
Dopo le prime case del paese si incontra sulla destra la Chiesa della SS. Annunziata edificata secondo alcune fonti già nella prima metà del XV, ma ricostruita ed ampliata dal 1607 al 1622 (Platea della SS. Annunciata, Arch. di Stato CZ) su inspirazione dei fratelli Giambattista, Francesco e Lucio d'Orsi, quest'ultimo storiografo e consigliere regio in Sicilia nel 1642. I suoi antichi ruderi monumentali sono stati restaurati tra il 2005 e il 2009 dal Comune (PIT 15-POR Calabria 2000/06). Al turista essa è facilmente visibile per il suo alto campanile in stile romanico. Originariamente la chiesa era a tre navate e costituiva un complesso abbastanza imponente, cui era annesso un ospizio per i pellegrini ed un Monte dei maritaggi per le fanciulle povere (Mons Urso). Distrutta dai numerosi sismi succedutisi nel corso XVII e successivo, fu ridotta già agli inizi del XVIII sec. alla chiesetta oggi visibile, che racchiude e custodisce l'abside, con fastigio architettonico in tufo, dove si trova l'originale soluzione dell'altare maggiore, realizzato nel fondo del presbiterio, in tufo profilato e decorato, scolpito dal maestro scalpellino Antonio Nicoletta da Rogliano (1610). L'importanza di questo altare, unico in Calabria, è costituita dallo stile architettonico che segna il passaggio dall'architettura religiosa a quella civile (Rinascimento Calabrese). Per la sua singolarità l'altare è stato oggetto di molti ed approfonditi studi, specie durante il recente restauro ( Simonetta Valtieri, UTET).

#### Chiesa della Pietà
Procedendo per la strada principale del paese si arriva alla Chiesa di S. Maria della Pietà, anch'essa restaurata dal Comune tra il 2005 e il 2007 e restituita integralmente al culto (vicaria parrocchiale), nella quale sono custodite un'icona di Madonna col Bambino, Madonna Greca di Belcastro, di fattura bizantina (XI-XII secolo) e collegata alla sua origine basiliana, e tre sculture barocche, attribuite a G.B. Mazzolo (XVI secolo), che un tempo adornavano la chiesa dell'Annunziata e costituenti appunto il Gruppo dell'Annunciazione, cioè Maria Vergine Annunziata, l'Angelo Nunziante ed il Padre Eterno che regge il mondo. Di notevole interesse sono i diversi motivi orientali della struttura, quali la cupola in stile basiliano, che richiama quella del battistero di Santa Severina, e l'arco in pietra con fregi bizantini che delinea oggi il presbiterio, ma che in origine ornava la facciata della chiesa, opera di maestranze locali del XV secolo. La chiesa, che fino al 1631 era sotto il titolo di S. Pietro apostolo, fu ricostruita ed ampliata con accordo tra il canonico titolare don Scipione Vivacqua e la Confraternita della SS. Annunziata, di cui erano grandemente partecipi i fratelli Giambattista, notaio apostolico, e Lucio d'Orsi, storico e scrittore.

#### Cappella di San Rocco
Salendo ancora verso il centro del paese si giunge nella principale Piazza Giuseppe Poerio, dove ci s'imbatte subito sulla sinistra nella Cappella di S. Rocco. Fu costruita nel 1645 dal duca di Belcastro Francesco Sersale come cappella di famiglia, perciò annessa all'attiguo palazzo Poerio. Il portale, in pietra rettangolare con colonne, è opera di scalpellini locali del sec. XVII. Ha subito nel tempo molti rifacimenti, l'ultimo e più importante nel 2004 con il rifacimento della porta d'ingresso. L'impianto è formato da una struttura semplice in miniatura.

#### Duomo (Chiesa matrice parrocchiale di San Michele Arcangelo)
Da Piazza Poerio, l'itinerario turistico può prendere più direzioni. Andando verso Piazzetta Margherita si può ammirare l'imponente Albero della Libertà (Milicuccio), piantato dal barone Alfonso Poerio durante la Repubblica Napoletana, e da qui avviarsi verso la Fontana di Caria, d'epoca romano-bizantina, dove sgorga una millenaria sorgente d'acqua pura e fresca; oppure inoltrarsi, su per la Via Castellacci, fra vicoli e scalinate tipicamente medievali. Ritornando a Piazza Poerio, ci si immette immediatamente nella predetta Piazza S. Tommaso d'Aquino da dove si può ammirare tutta la parte occidentale del Marchesato di Crotone, fino al mare. Si procede, poi verso la Via Lamia e da qui nella Via Castello. Giunti alla sommità della strada vi è la Chiesa Matrice di San Michele Arcangelo, ex Cattedrale di Belcastro. Costruito a croce latina, rivolto verso oriente, l'edificio ostenta una prospettiva dei secoli XV - XVI, pur con i rifacimenti successivi, e comunque tutta la struttura si richiama al romanico. Nella facciata a timpano cuspidato si aprono tre portali tufacei con decorazioni e sculture di putti e piccole maschere, opera di artisti calabresi che alcuni datano al Cinquecento; ma, una data impressa con colore nero su una colonna alla destra della Cappella del SS. Sacramento reca l'anno 1626, per cui è presumibile che i portali non risalgano alla fine del secolo XVI, ma all'anno riportato sulla colonna della chiesa. Alla destra della chiesa si impone l'alta torre campanaria, a forma quadrata, terminante in alto a poligono ottagonale.
L'interno della chiesa è a forma basilicale a tre navate e absidi. Prima del 1957 le pareti delle due navate esterne erano arricchite ciascuna da tre altari barocchi: su quella di destra vi erano quelli di S. Lucia e S. Antonio, adesso eliminati, e di S.Tommaso tuttora esistente; nella navata di sinistra è rimasto solo l'altare dell'Immacolata, mentre gli altri due, quello dell'Addolorata e di S. Filomena, sono stati disfatti. Sull'arco dell'abside centrale vi è collocato lo stemma vescovile di Monsignor Orazio Schipano (1591/1595) con decorazioni di ispirazione barocca, mentre all'interno si conserva l'ampio coro ligneo, fatto costruire dal vescovo Antonio Ricciulli ad artigiani locali.
Nell'abside di sinistra vi è la Cappella del SS. Sacramento, dove spicca un bell'altare marmoreo intarsiato del 1774, un tempo arricchito da pale cinquecentine, ormai scomparse. Nell'abside di destra vi è la cappella di S. Michele, nel cui “sacello” si trova una bella statua del santo, risalente al secolo XVIII. Al lato sinistro dell'altare centrale si trova il sedile degli eletti, costruito nel 1634.
La chiesa è dotata, inoltre, di altre statue del 1700-1800: S. Giuseppe, S. Vito, i Santi Medici, S. Antonio, il Cristo morto, il Cristo risorto e S. Lucia. Il fonte battesimale, in marmo verde del secolo XVI, è stato sostituito dalla Magella di pozzo del castello. Vi sono, inoltre, due lapidi tombali poco decifrabili a causa dell'usura, ma da quel poco che si può scorgere si deve dedurre che una appartenesse ad un vescovo, in quanto si intravedono a mala pena i cordoni del cappello vescovile, mentre l'altra appartenne certamente ai d'Aquino, essendone evidenti i simboli. A seguito di poco fortunato restauro effettuato negli anni '90, è affiorata la vecchia capriata risalente al 1627, fatta collocare da monsignor Ricciulli e sulle due pareti laterali delle navate esterne sono venute alla luce due affreschi, uno di epoca tardo rinascimentale ed un altro forse di epoca barocca. Il primo, situato sulla parete destra della navata esterna, ritrae verosimilmente S. Nicola di Myria in una grande nicchia ad arco, la cui cornice murale è ravvivata da motivi floreali. Il secondo affresco, situato sulla parete sinistra, anch'esso a forma di nicchia, è completamente rovinato e si intravede a mala pena sul suo sfondo una crocifissione. Sono affiorate anche alcune nicchie e finestre a feritoie di epoche diverse. Nella Cappella del SS. Sacramento alla base della cupola è venuto alla luce l'originario coronamento in pietra locale, opera di scalpellini belcastresi del 1626. Da alcuni sondaggi, eseguiti durante l'ultima pavimentazione, è risultato che al di sotto del pavimento vi sono alcuni locali che non sono stati ancora esplorati.

#### Cappella di San Tommaso d'Aquino
Ubicata ai piedi del Mastio del castello, fu edificata in seguito alla beatificazione di Tommaso d'Aquino (15 agosto 1333), avvenuta il 18 ottobre 1334, proprio sullo stesso perimetro della stanza dove si dice sia nato il Santo, come riferisce l'Istrumento di richiesta per questa costruzione al vescovo pro-tempore Gregorio e rogato dal notaio apostolico Girolamo Cavallo. Al suo interno si trova un grande affresco del Santo ed uno stemma gentilizio in marmo, utilizzato come sedile. Anch'essa è stata oggetto del programma di restauro dei beni storici ed architettonici del paese, posto in essere nel 2010 (POR Cal. 2007/13-APQ BB.CC.) e, allo stato attuale, giunto finalmente alla fase ultimativa dei lavori.

### Architetture civili

#### Palazzo Poerio
Così detto dal nome degli ultimi feudatari, ma costruito dalla famiglia dei duchi Sersale. È chiamato volgarmente Palazzo Cirillo, dal nome della famiglia tenutaria in seguito alla confisca dei beni dei Poerio. L'edificio fu edificato dal duca Francesco Sersale nel 1645, in seguito al terremoto di quell'anno che distrusse gran parte del paese ed il castello, provocando 61 vittime. Il palazzo, guardandolo dall'attigua Piazza S. Tommaso d'Aquino, fa bella mostra di un portone arcuato incluso nella decorazione architravata, fiancheggiato da colonne, finestre rettangolari profilate in pietra e cornicione ornato di dentellature, con la facciata laterale su Piazza Poerio in tufo coricata da un balcone barocco; dall'androne si dipartono due rampe di scale arcate in pietra, che conducono ai piani superiori dell'edificio. Nel 2007, dopo lungo restauro, è stato inaugurato quale nuova sede del Municipio. Fu proprio in questo palazzo che il 6 gennaio 1775 da Carlo e Gaetana Poerio (ospiti del Barone Girolamo, padre di Gaetana) vide la luce Giuseppe Poerio, destinato a diventare primo nel Foro e nel Risorgimento.

#### Castello dei Conti d'Aquino
Avviato dal Comune nel 2005 a restauro conservativo, peraltro ancora in corso (POR Cal.2000-2006-APQ Beni Culturali), con il suo poderoso Mastio quadrato a tre piani ed in basso ad esso i resti di muraglie perimetrali con torrette quadrangolari, cilindriche e semicircolari (secc. XIII-XV), oltre ad avanzi di aggiunte aragonesi. Fino a poco tempo fa vi era anche una magella di pozzo cinquecentina in pietra locale a coronamento esagonale, con archetti e stemmi gentilizi scolpiti, collocata, poi, nella chiesa madre come fonte battesimale. Dallo spiazzo sino alla cima del castello la vista affaccia su tutto il Golfo di Squillace: da Le Castella a Soverato. Nelle vicinanze sorge l'antica Via Grecìa che in epoca medievale costituì il rione dei bizantini ed il ghetto ebraico.

## Società

### Evoluzione demografica
Abitanti censiti

## Cultura

### Cucina
Il piatto forte della gastronomica locale sono i 'mparrettati ccu sazizza, pasta fatta in casa con sugo e carne di maiale. Caratteristica è anche a Tiana e baccala, una pasta al forno con mollica e baccala. Nel periodo natalizio si prepara un dolce molto tipico, detto pittanchiùsa, a base di noci, uva passa, cannella e altre spezie; mentre, nel periodo pasquale, si prepara la cuzzùpa, una ciambella decorata con uova, tipiche di Pasqua. Ma tra i dolci spicca pure a pasta 'cumpettata, pasta frolla farcita con miele. Il paese, oltre a produrre un tipo d'olio molto apprezzato, offre una vasta gamma di salumi lavorati in casa e olive preparate in vari modi (sott'acqua, sottolio, sottaceto, infornate).

## Economia
Economia agricola derivante dalla produzione di olio di oliva

## Infrastrutture e trasporti
Belcastro è collegata alla Strada statale 106 Jonica tramite le Strade Provinciali 4 e 5.
Il comune è servito da autolinee extraurbane, inoltre Belcastro Marina è attraversata dalla Ferrovia Jonica, infatti il territorio comunale ospita la Stazione di Roccabernarda, oggi dismessa in favore dei vicini scali maggiori di Botricello e Cropani.
L'aeroporto civile più vicino è quello di Crotone-Sant'Anna, seguito da quello di Lamezia Terme.

## Amministrazione
Fonte
| Periodo | Periodo   | Primo cittadino          | Partito | Carica                  | Note |
| ------- | --------- | ------------------------ | ------- | ----------------------- | ---- |
| 1860    | 1861      | Galati de' Diano Michele |         | Sindaco                 |      |
| 1861    | 1866      | Tallarico Raffaele       |         | Sindaco                 |      |
| 1866    | 1867      | Ciacci Antonio           |         | Sindaco                 |      |
| 1867    | 1873      | Gimigliano Cesare        |         | Sindaco                 |      |
| 1873    | 1875      | Tallarico Nicola         |         | Sindaco                 |      |
| 1875    | 1883      | Gimigliano Saverio       |         | Sindaco                 |      |
| 1883    | 1886      | Galati Demostene         |         | Sindaco                 |      |
| 1886    | 1887      | Pisani Vincenzo          |         | Sindaco                 |      |
| 1887    | 1888      | Pisani Giuseppe          |         | Sindaco                 |      |
| 1888    | 1890      | Petrucci Tommaso         |         | Sindaco                 |      |
| 1890    | 1897      | Gimigliano Saverio       |         | Sindaco                 |      |
| 1897    | 1902      | Ciacci Antonio           |         | Sindaco                 |      |
| 1902    | 1926      | Ciacci Luigi             |         | Sindaco                 |      |
| 1926    | 1926      | Ciacci Luigi             |         | podestà                 |      |
| 1926    | 1933      | Ciacci Antonio           |         | Podestà                 |      |
| 1933    | 1933      | Cardile Placido          |         | Commissario Prefettizio |      |
| 1933    | 1933      | Piterà Tommaso           |         | Commissario Prefettizio |      |
| 1933    | 1935      | Pirozzi Salvatore        |         | Commissario Prefettizio |      |
| 1936    | 1940      | Gimigliano Alberto       |         | Podestà                 |      |
| 1940    | 1940      | Pascuzzi Beniamino       |         | Commissario Prefettizio |      |
| 1940    | 1944      | Piterà Saul              |         | Podestà                 |      |
| 1944    | 1946      | Gigliotti Ferdinando     |         | Sindaco                 |      |
| 1946    | 1947      | Fiorino Francesco        |         | Sindaco                 |      |
| 1947    | 1952      | Ciacci Vittorio          |         | Sindaco                 |      |
| 1952    | 1954      | Laino Raffaele           |         | Sindaco                 |      |
| 1954    | 1956      | Mazza Pasquale           |         | Sindaco                 |      |
| 1956    | 1957      | Lodari Carmine           |         | Sindaco                 |      |
| 1958    | 1960      | Mazza Pasquale           |         | Sindaco                 |      |
| 1960    | 1963      | Schipani Giovanni        |         | Sindaco                 |      |
| 1963    | 1965      | Lupia Natale             |         | Sindaco                 |      |
| 1965    | 1970      | Fiorino Francesco        |         | Sindaco                 |      |
| 1970    | 1975      | Grimaldi Vincenzo        |         | Sindaco                 |      |
| 1975    | 1978      | Fiorino Francesco        |         | Sindaco                 |      |
| 1978    | 1980      | Mazza Pasquale           |         | Sindaco                 |      |
| 1980    | 1985      | Grimaldi Vincenzo        |         | Sindaco                 |      |
| 1985    | 1999      | Ciaccio Severino         |         | Sindaco                 |      |
| 1999    | 2002      | Megna Antonio            |         | Sindaco                 |      |
| 2002    | 2002      | Salvatore Gullì          |         | Commissario Prefettizio |      |
| 2002    | 2012      | Ivan Ciacci              |         | Sindaco                 |      |
| 2012    | 2015      | Ciaccio Severino         |         | Sindaco                 |      |
| 2015    | 2016      | Rechichi Valeria         |         | Commissario Prefettizio |      |
| 2016    | 2019      | Pace Maurizio            |         | Sindaco                 |      |
| 2019    | 2020      | Calenda Antonio          |         | Commissario Prefettizio |      |
| 2020    | In carica | Torchia Antonio          |         | Sindaco                 |      |

### Gemellaggi
- Roccasecca, dal 7 marzo 1983[8];
- Isola di Capo Rizzuto, dal 16 agosto 2009[9].